# Torpédoborec typu 051B
Typ 051B (v kódu NATO: třída Luhai) je třída víceúčelových raketových torpédoborců Námořnictva Čínské lidové osvobozenecké armády tvořená jedinou jednotkou nazvanou Šen-čen (167), která je provozována od roku 1999. Torpédoborec představoval oproti svým předchůdcům pokročilejší plaformu s většími rozměry a výtlakem, stále však za svými současníky zaostával ve výzbroji a elektronice. Ve své době byl Šen-čen největší válečnou lodí postavenou čínskými loděnicemi.

## Stavba

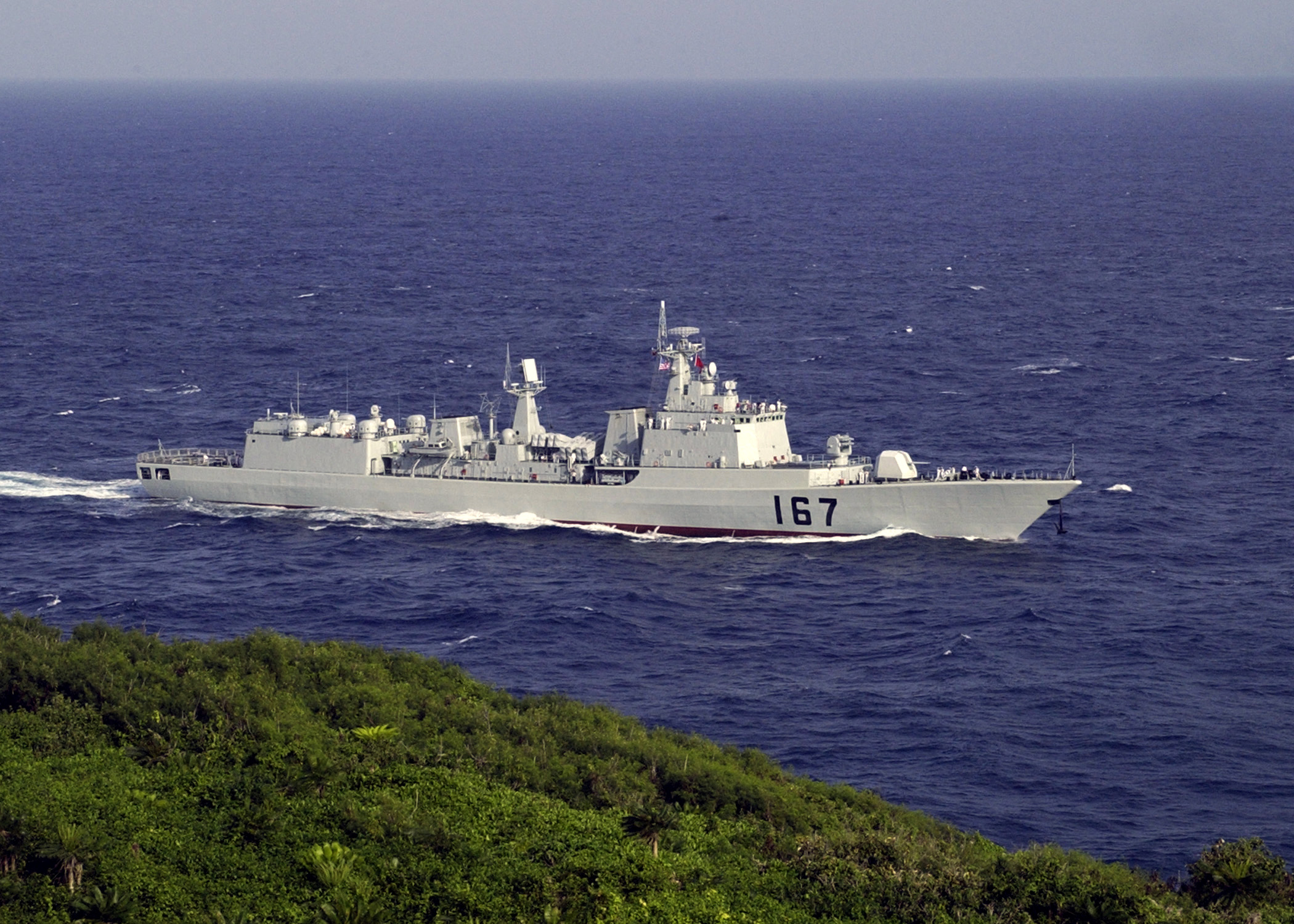
Šen-čen (167)

Šen-čen postavila čínská loděnice Dalian v Ta-lienu. Kýl lodi byl založen v roce 1996, hotový trup byl spuštěn na vodu 16. října 1997 a do aktivní služby loď vstoupila 1. ledna 1999. Veřejnost se o plavidle poprvé dověděla až roku 1998, kdy japonský časopis otiskl fotografie dokončovaného plavidla. Druhá rozestavěná jednotka Šen-jang (115) byla dokončena jako torpédoborec typu 051C.

## Konstrukce

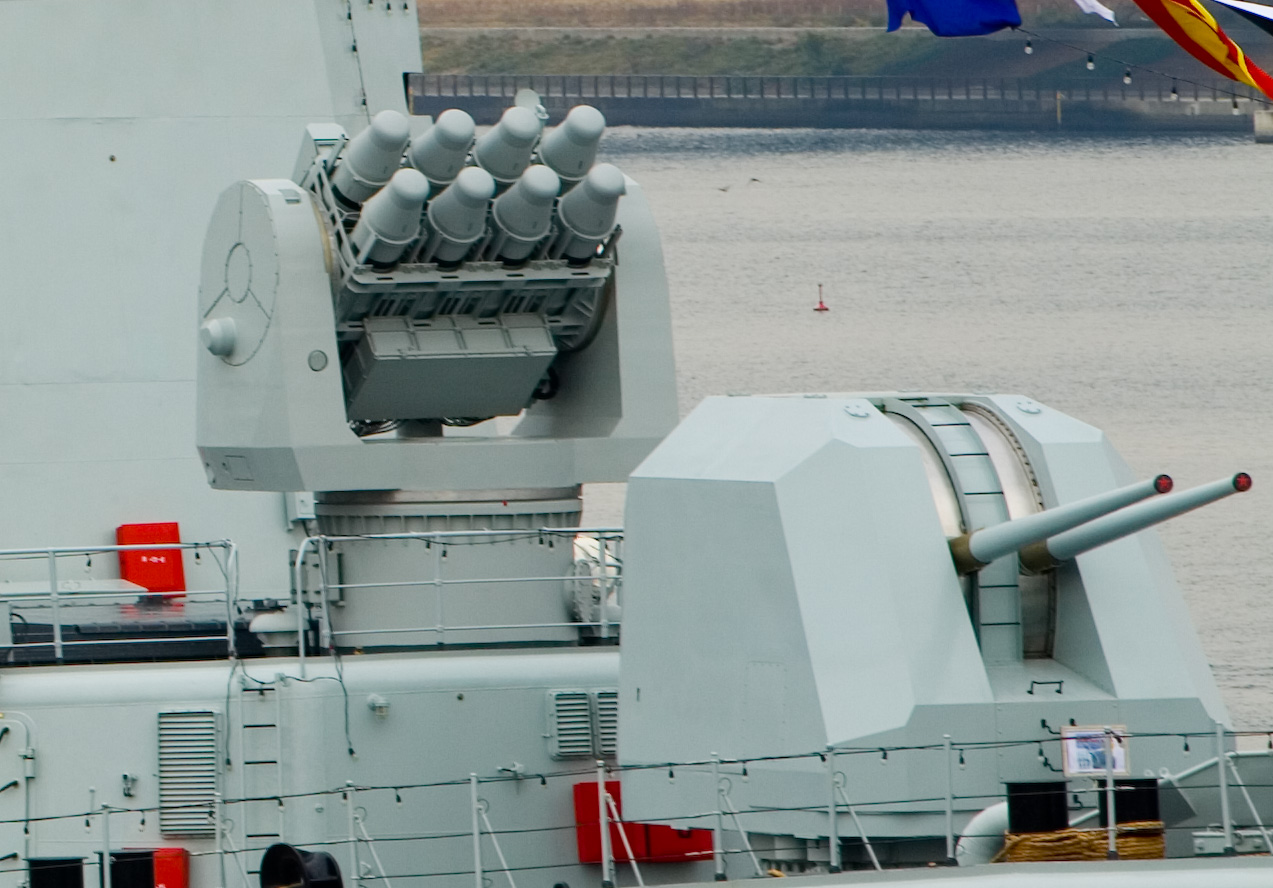
Detail dělové věže se 100mm kanóny a systémem HQ-7

Po dokončení torpédoborec nesl následující výzbroj. V dělové věži na přídi byly umístěny dva 100mm kanóny typu 79A. Hlavňovou protiletadlovou výzbroj tvoří osm 37mm kanónů typu 76A v dvoudělových věžích, zatímco reaktivní protiletadlovou výzbroj tvořilo osm protiletadlových řízených střel krátkého dosahu HQ-7 v odpalovacím zařízení na přídi (varianta francouzského systému Crotale). Ve středu lodi se nacházely čtyři čtyřnásobné odpalovací kontejnery protilodních střel C-802 s dosahem 180 kilometrů. Protiponorkovou výzbroj tvořily dva trojité 324mm protiponorkové torpédomety. Na zádi se nachází přistávací plocha a hangár pro dva vrtulníky Kamov Ka-28 či Harbin Z-9C. Pohonný systém tvoří dvojice plynových turbín. Nejvyšší rychlost je 31 uzlů.

### Modernizace
V lednu 2016 byly zveřejněny fotografie prokazující, že torpédoborec Šen-čen prochází střednědobou modernizací. Původní 37mm kanóny na střeše hangáru nahradily dva 30mm kanónové komplety H/PJ-11. Posílena byla rovněž protiletadlová výzbroj plavidla. Původní systém HQ-7 nahradilo 32násobné vertikální odpalovací silo pro řízené střely HQ-16 a související elektronické systémy (vyhledávací radar typu 381, střelecký radar typu 364, ozařovač cílů typu 345). Demontována byla rovněž původní dělová věž, kterou nahradí novější model. Novou údernou výzbroj představuje 16 nadzvukových protilodních střel YJ-12 uložených ve čtyřech čtyřnásobných kontejnerech.